# Centrale thermique de Lucy
La centrale thermique de Lucy est une ancienne centrale électrique fonctionnant au charbon de 1919 à 2014, située à Montceau-les-Mines (Saône-et-Loire). Elle est exploitée par les Houillères de Blanzy, puis par Charbonnages de France entre 1919 et 1995, la SNET (Société nationale d'électricité et de thermique) à partir de 1995 ; elle devient la propriété de l'allemand E.ON en 2010, après un bref passage dans le giron de l'espagnol Endesa.
C'est l'une des quatre centrales que possède la nouvelle entité avec Hornaing (Nord), Saint-Avold (Moselle) et Gardanne (Bouches-du-Rhône).

## Localisation
La centrale s'étend le long du Quai Jules Chagot. La D119 et la D274 passent au sud de sa position à l'est de Montceau-les-Mines, dans le département français de Saône-et-Loire et la région Bourgogne-Franche-Comté.

## Histoire

### XXesiècle
Les installations de démarrage sont mises en service à l'issue de la Première Guerre mondiale, et ont pour objectif de subvenir aux besoins d'une grande partie du département.
Elles exploitent pour ce faire le charbon local, disponible en grande quantité. D'une puissance de 30 MW, qui sera complétée d'une unité de 18 MW en 1929 et de deux unités de 5 MW, elles sont remplacées par une unité de 18 MW, ce qui porte la puissance d'ensemble à 66 MW.

La centrale dans les années 1920.
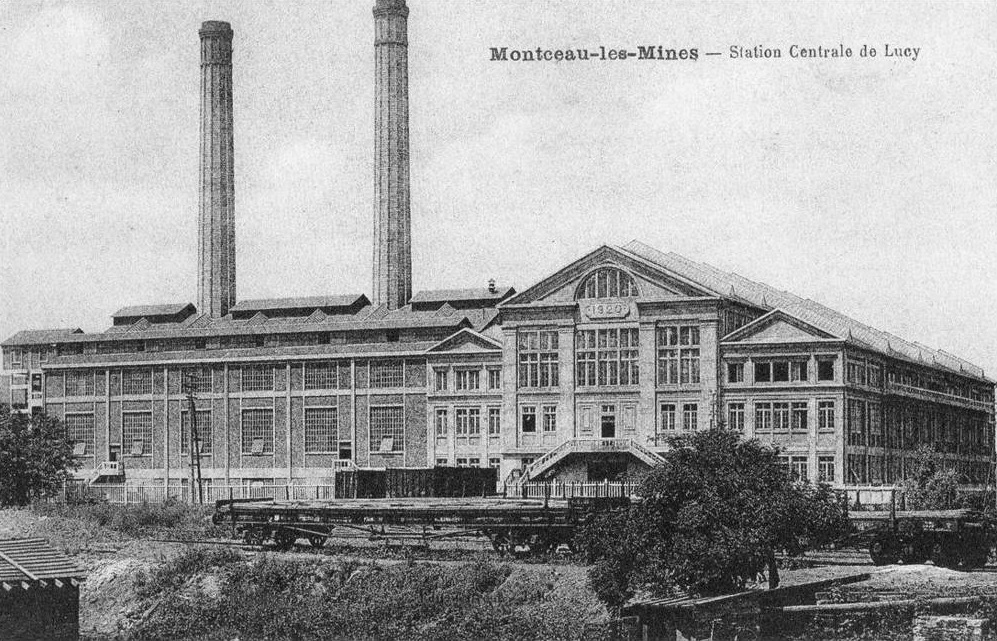
Vue extérieure.
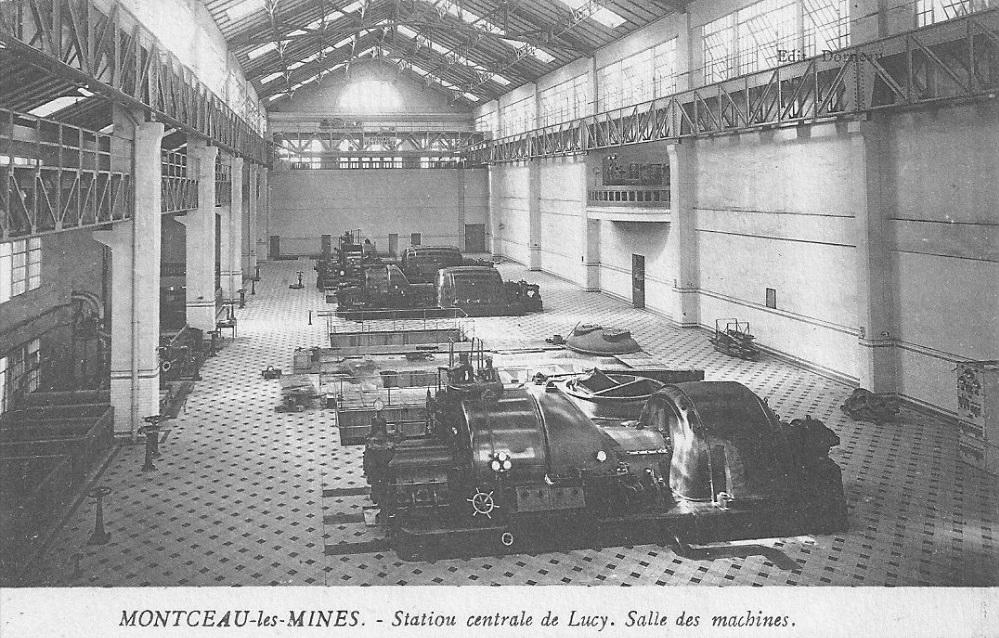
La salle de machines.
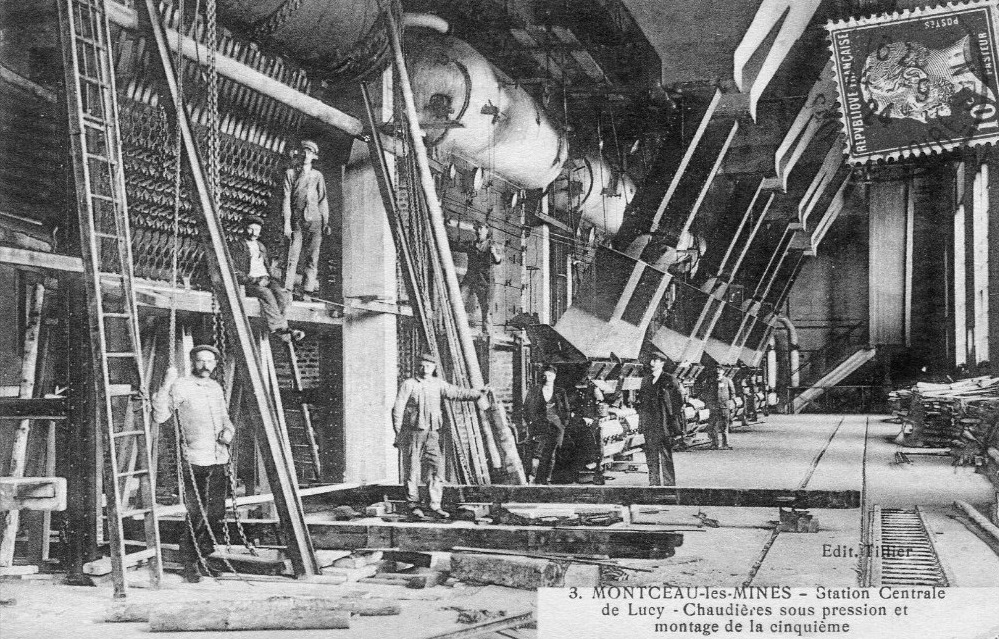
L’alimentation des chaudières.

Au milieu du second conflit mondial (1943), le site est réaménagé avec l'ouverture de nouvelles tranches de 45 MW, ce qui porte la puissance d'ensemble à 90 MW : c'est l'avènement de Lucy 2 qui est arrêtée en 1971.
Une troisième tranche remplace les deux précédentes en 1971, pour une capacité de 250 à 270 MW. Lucy arbore alors son aspect définitif.
En 1995, Charbonnages de France, jusque-là exploitant, constitue la SNET.

### XXIesiècle
En 2000, suite de l'arrêt définitif de l'extraction houillère sur le bassin montcellien, le combustible doit être importé.
Depuis 2008, conformément aux nouvelles directives environnementales pour ce type d'équipement, Lucy 3 est en fonctionnement restreint. Elle ne pourra plus produire au-delà de 2015, ce qui impose d'engager une réflexion sur le devenir du périmètre.
Des discussions furent engagées avec Endesa lorsque celui-ci était aux commandes, des annonces furent même faites au printemps 2007 : livraison d'une centrale à gaz d'une puissance de 430 MW pour 2013 (Lucy 4), pour un montant total de 300 millions d'€,,.
À la suite de l'arrivée d'E.ON, l'incertitude demeure quant aux intentions du repreneur,. Ce qui a entraîné au printemps 2010 et en 2012 un mouvement de grève du personnel, car E.ON compte fermer non seulement le site de Montceau, mais aussi les sites d'Hornaing et de Lacq (535 emplois concernés).
Après un arrêt en 2014, elle ferme définitivement en 2015.
En novembre 2021, la salle des machines de Lucy 1 et 2 datant de 1920 est démolie par son propriétaire.

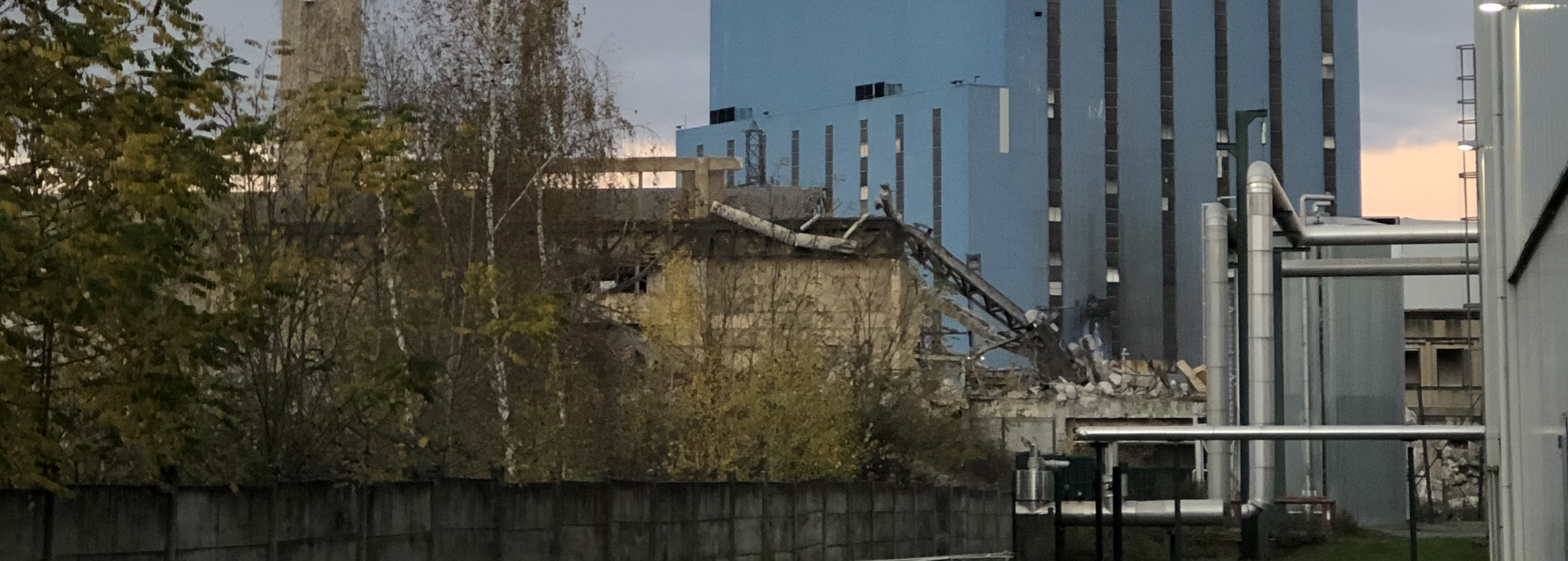
La salle des machines de 1920, démolie en 2021.

Le 8 novembre 2023, la tour réfrigérante et la cheminée, autrefois bâtiments emblématiques de Montceau-les-Mines, sont démolis à l'aide d'explosifs après une préparation minutieuse. Certains habitants regrettent cette décision, car la ville perd deux points de repère emblématiques et une partie de l'héritage historique disparaît. D'autres accueillent cette démolition comme un signe de renouveau. Pour ces habitants, la ville continue sa transition énergétique en essayant de préserver la mémoire ouvrière par d'autres moyens.

Démolition de la tour réfrigérante et de la cheminée le 8 novembre 2023.
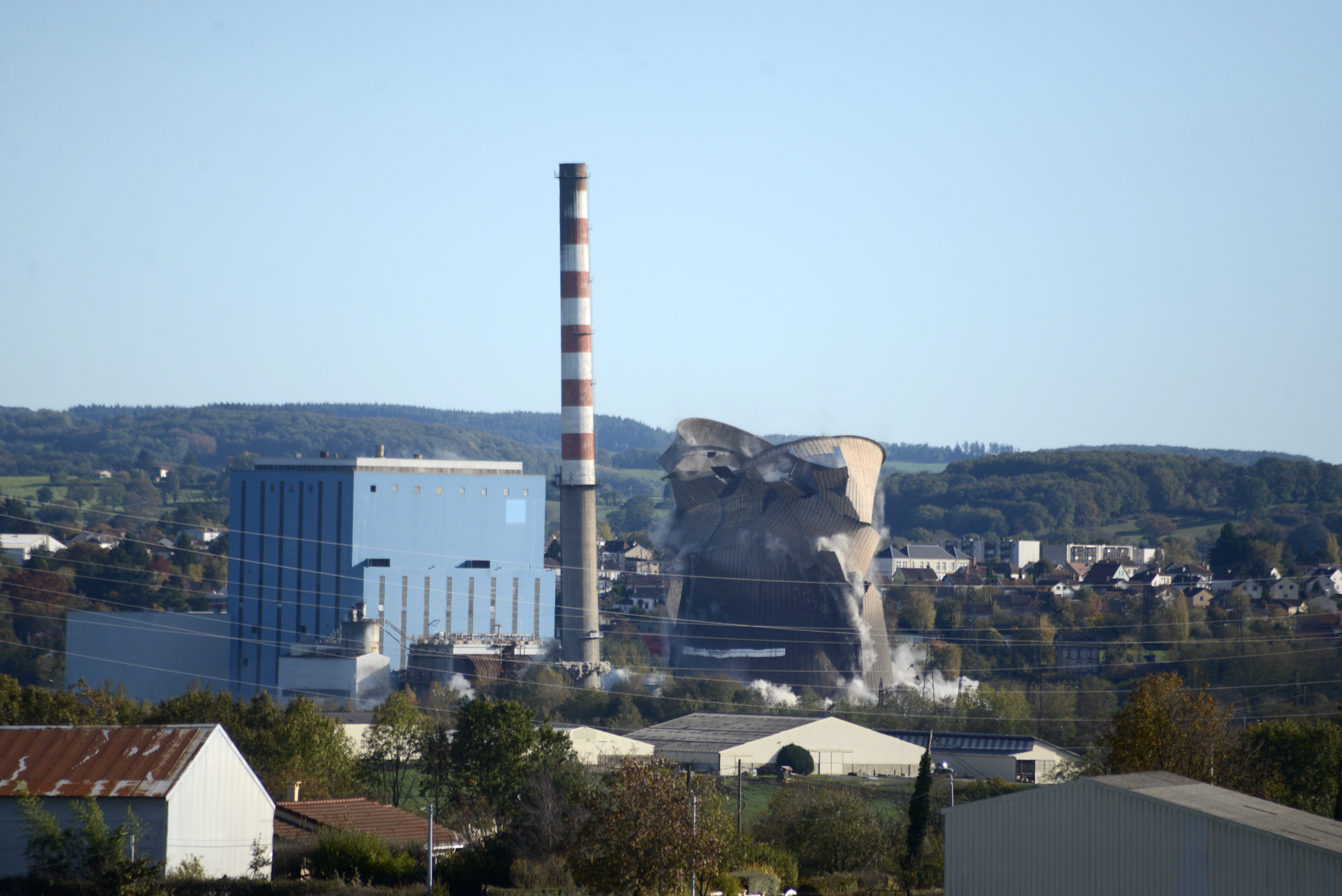
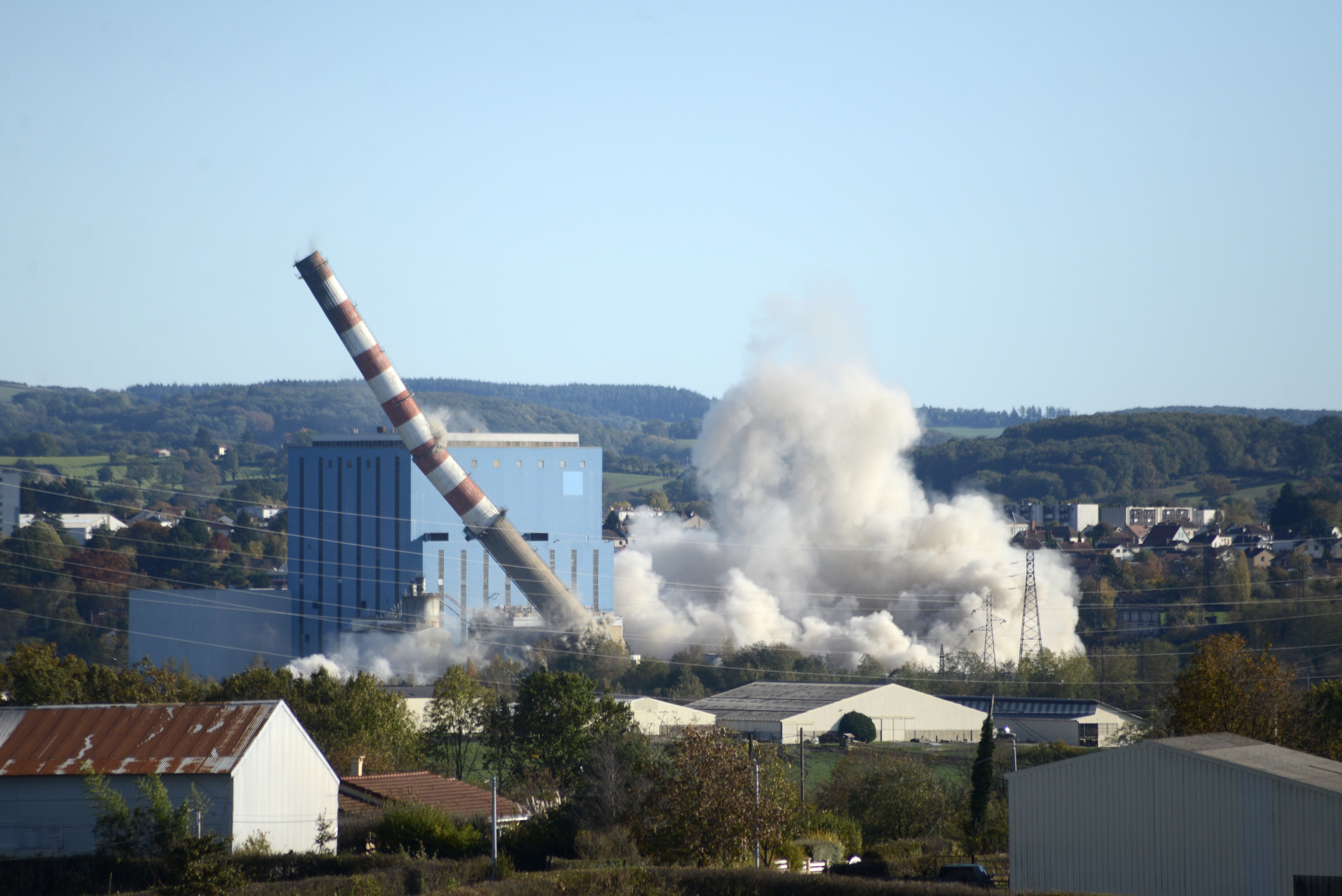

## Installations
La technique utilisée est dite à charbon pulvérisé.
Du charbon (produit par les houillères de Blanzy jusqu’en 1992 puis importé d’Australie, d’Afrique du Sud et de Russie par la suite) est acheminé du parc à charbon par une série de convoyeurs à bande jusqu’à des trémies de stockage.
Ensuite un Distributeur à Charbon Brut le transfère dans un broyeur rotatif possédant des boulets d'acier au tungstène qui le broient très finement afin d’obtenir la granulométrie souhaitée.
Le charbon pulvérisé est ensuite capté par un dépoussiéreur électrostatique et stocké dans des trémies à charbon pulvérisé.
Une série de distributeurs à charbon pulvérisé injectent le CP en chaudière.
Cette chambre de combustion est de type à flamme en double U et à cendres fondues, les cendres s'agglomèrent par gravité en une masse visqueuse et alvéolaire à la base de la chaudière (appelée la sole de la chaudière). Ces concrétions de lave arrivent en larmes et coulent dans des cendriers remplis d’eau et éclatent en morceaux de cendres vitrifiées par choc thermique.
Ces cendres sont éliminées périodiquement et collectées pour être évacuées par camions. Cela, pour une consommation horaire de 120 T à pleine charge.
La cheminée s'élève à 142 mètres et la tour refroidissement a une hauteur de 100 mètres.

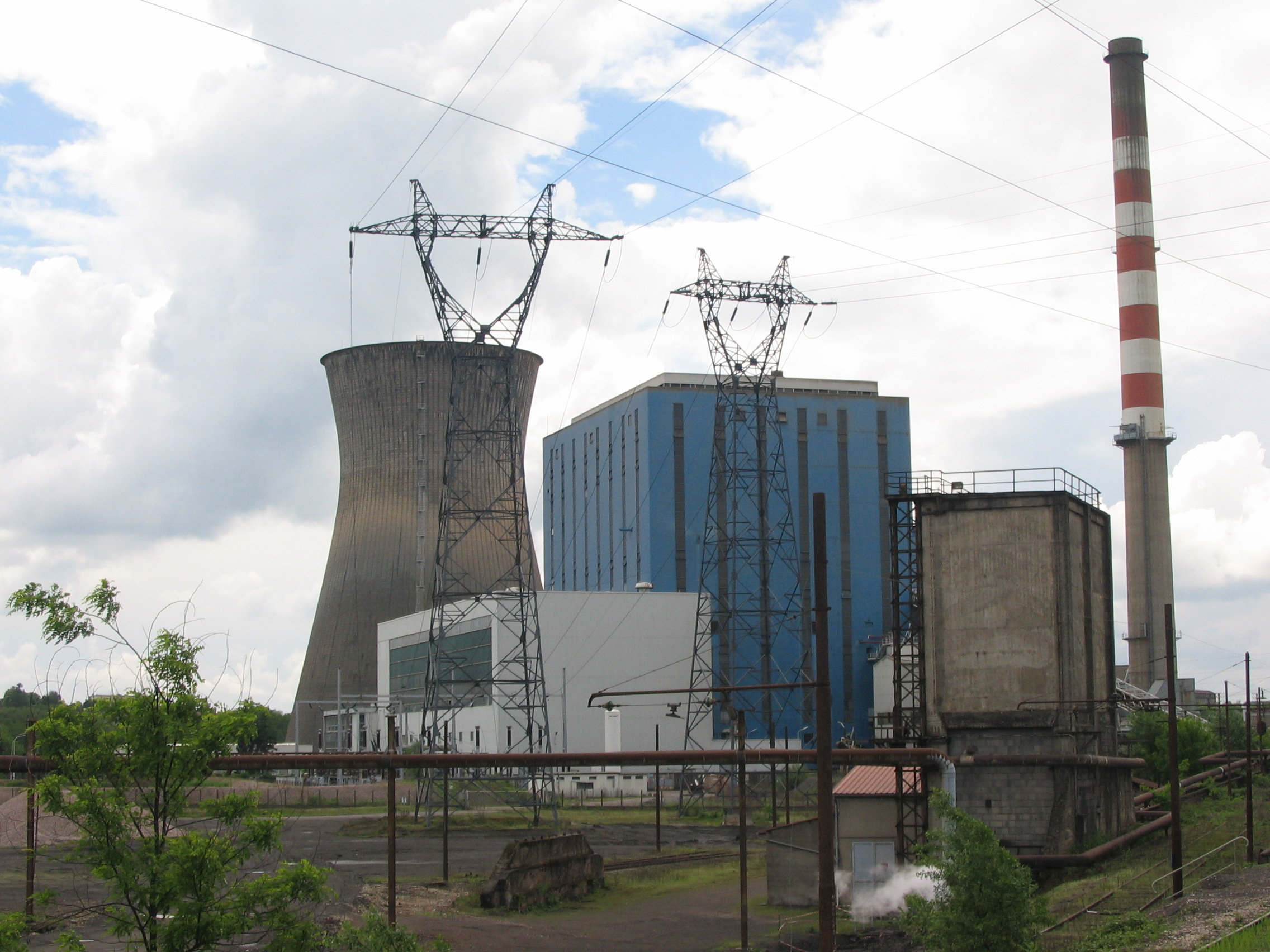
La centrale au printemps 2008.
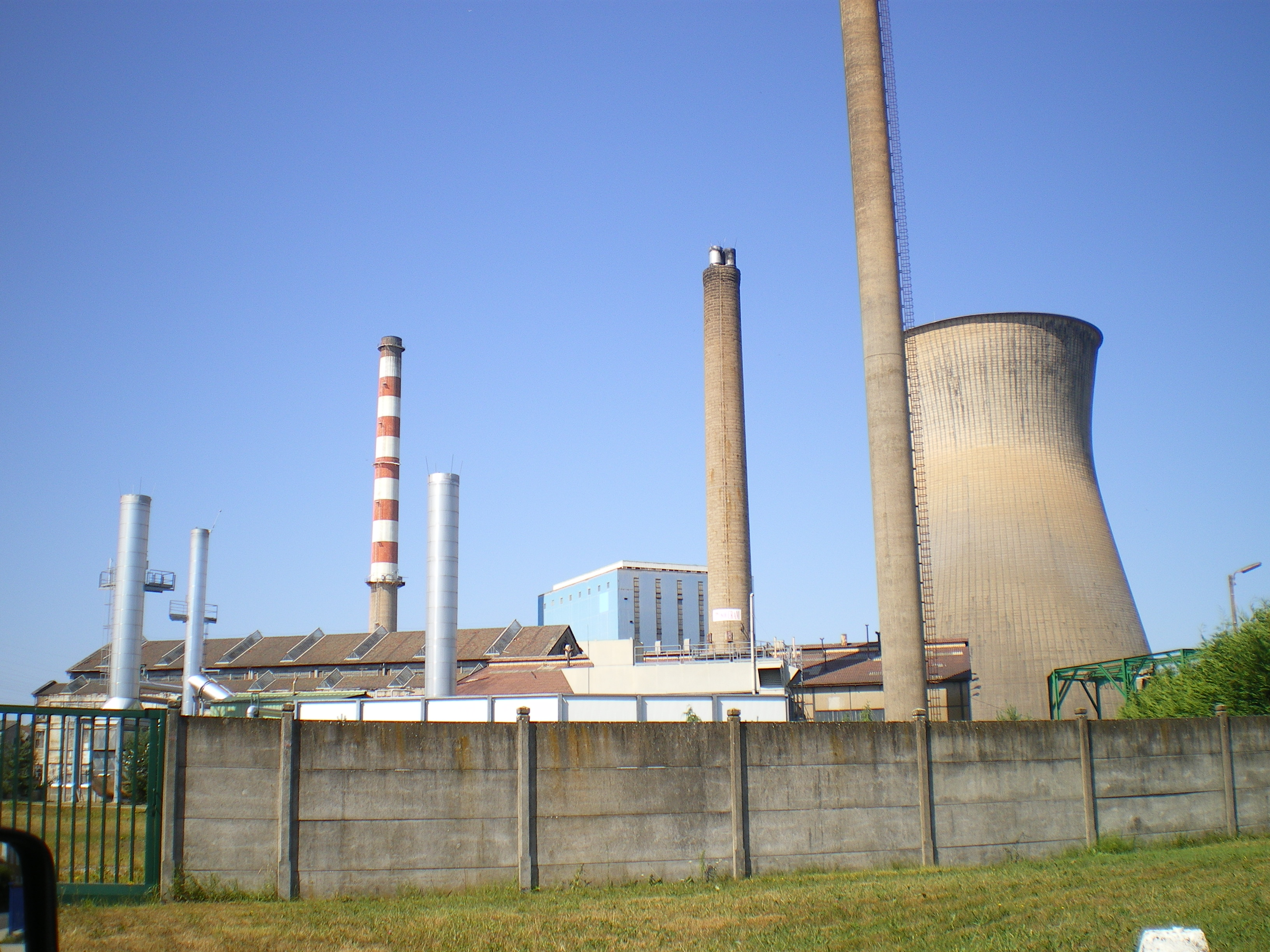
Les cheminées.
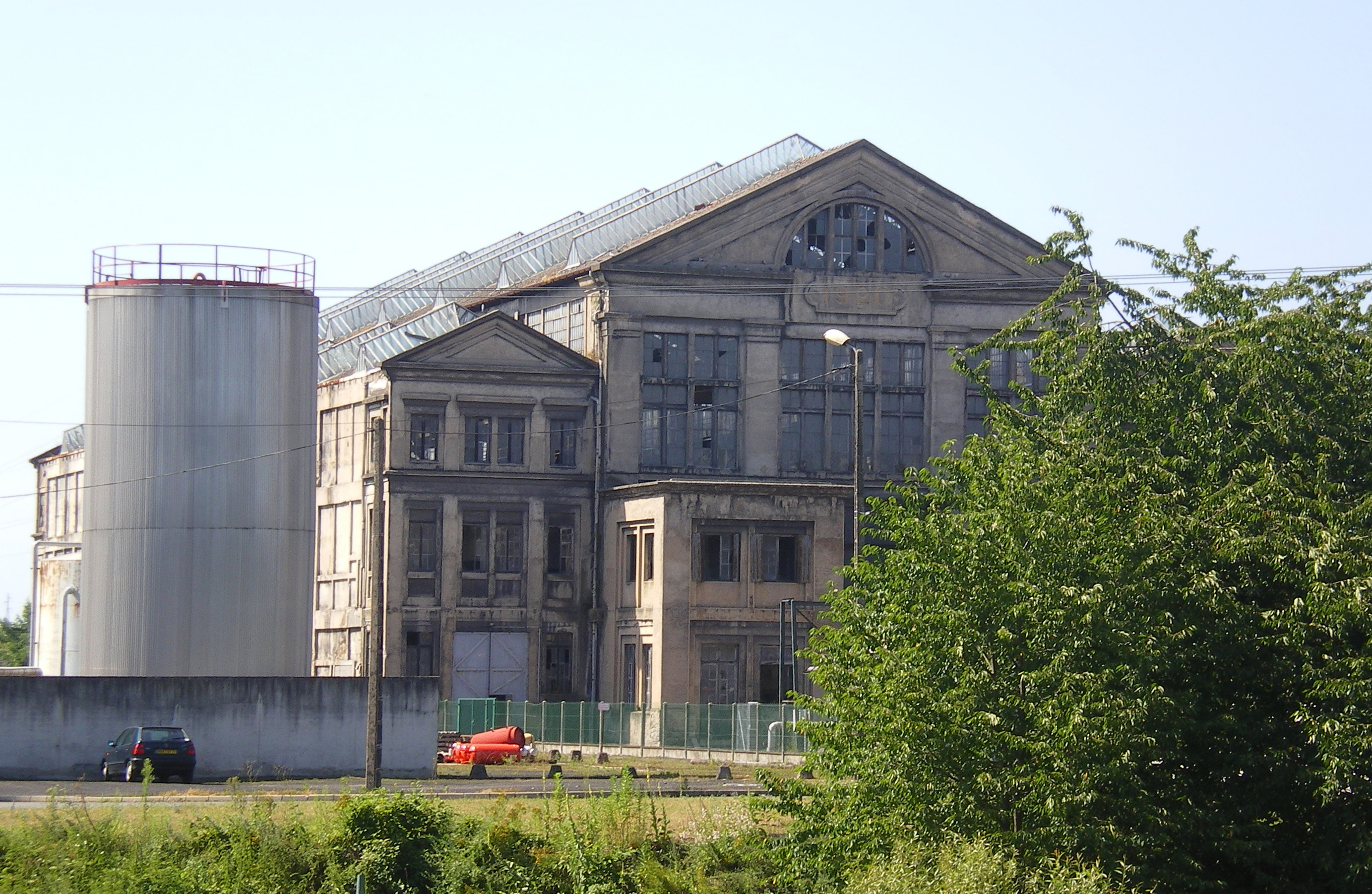
Façade de la première salle des machines.

## Production
En 2009, la production s'élève à 543 GWh.

## Liste des propriétaires
Houillères de Blanzy (1919-1946)
 Charbonnages de France (1946-1995)
 SNET (1995-2007)
 Endesa (2007-2010)
 E.ON (2010-2016)
 Uniper (2016-2019)
 EPH (depuis 2019)

## Impact paysager
La centrale de Lucy impose sa présence dans le tissu urbain. Située à quelques hectomètres de la gare de Montceau et, par conséquent, le centre ville, elle se voit de loin. Sa cheminée, culminant à 142 m, est la plus haute construction de Saône-et-Loire (112 m pour la tour de refroidissement).
C'est le témoignage le plus flagrant du passé industriel de la cité, en compagnie de l'ancien lavoir des Chavannes au sud-ouest, aujourd'hui friche en attente d'affectation à proximité du Canal du Centre.

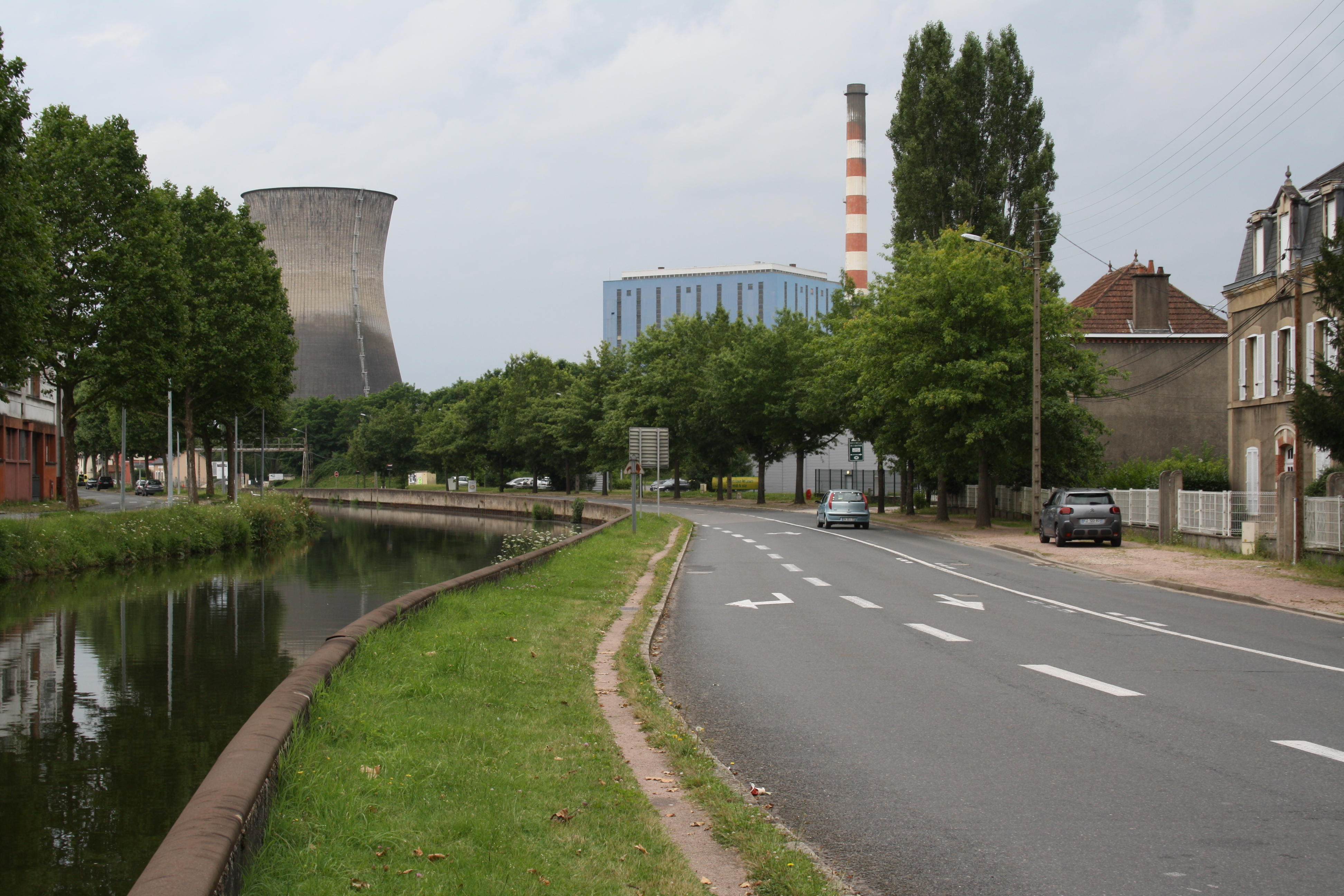
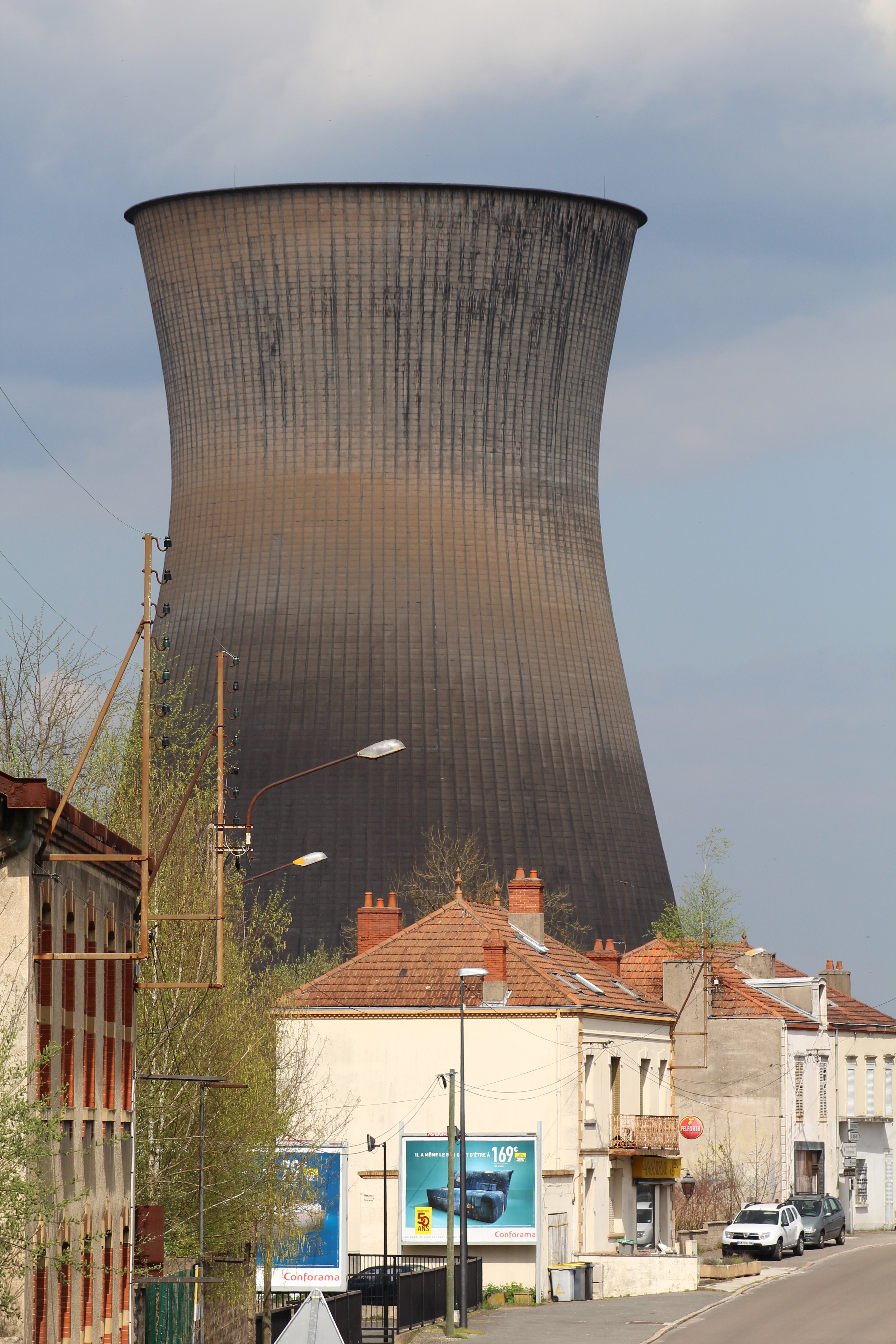